# Джон Булль
Джон Булль (Джон Буль, Джон-Буль) (англ. John Bull, дословно — «Джон Бык») — кличка, собирательный образ типичного англичанина (юмористическое олицетворение), одна из персонификаций образа Великобритании.

## Происхождение
Персонаж произошёл от простоватого фермера, появившегося в памфлете английского публициста Джона Арбетнота «История Джона Булля», 1727 год (1712 года) — остроумная аллегория, имевшая целью осмеять герцога Мальборо и вигов и охладить стремление англичан к войне с Францией, созданный им образ Джона Булля надолго стал символом Англии.
Стал более популярным после театральной пьесы Джона Колмена Младшего «Джон Булль, или Семейная жизнь англичанина» (1803 год), поставленной в театре Хеймаркет.
Широкое распространение сатиры сделало Булля популярным олицетворением в политических сочинениях 18 века. Впоследствии французская революция и наполеоновские войны ознаменовали собой первый великий период карикатуры на Джона Булля, когда такие сатирики, как Джеймс Гилрей и Томас Роулендсон, стилизованно представляли грубую, довольно глупую фигуру, отягощенную долгами, налогами или угнетением, в соответствии с политической лояльностью художников. Наибольшее признание Джон Булл получил в середине и конце 19 века. Наиболее знакомое и часто встречающееся изображение было разработано художниками-карикатуристами Punch Джоном Личем и сэром Джоном Тенниелом. К настоящему времени имя Джона Булла появляется в названиях книг, пьес и периодических изданий, а также в изображениях в качестве торговой марки или товарного знака промышленных товаров.
Иногда образ используется для отображения всей Великобритании, но он не был принят в Шотландии и Уэльсе, так как в нём больше Англии, чем Британии. В Северной Ирландии, в противоположность националистам, к Буллю хорошо относятся унионисты. На карикатурах изображался и изображается коренастым, краснощёким, рыжеволосым, постоянно готовым к драке (боксу).

## Обобщающий портрет
Джон Бул(л)ь — краснолицый низкорослый толстяк с хитрой физиономией (более или менее груб, упрям, откровенен, одарён здравым смыслом, патриот и презирает все неанглийское), с непременными бакенбардами, в красном сюртуке, белых брюках или лосинах (обязателен костюм цветов британского флага) и коротком цилиндре или шапокляке, иногда с подзорной трубой, через которую он в безопасности и комфорте рассматривал со своего острова через Ла-Манш происходящие на континенте события. В период правления Георга персонаж одет в красный жилет и/или фрак королевского синего цвета.
В этом его отличие (противоположность внешнего вида) от своего «родственника» американского дяди Сэма, обычно изображавшегося худым, долговязым, бледным, с тонкими вытянутыми хищными чертами лица, с козлиной бородкой, дельцом в синей ливрее и высоком узком цилиндре.

## Галерея
- Джон Буль и Наполеон.
- Джон Буль, изображён на рисунке как бык, 1 января 1814 года.
- Русский плакат Посидим у моря, подождем погоды с изображениями забайкальского казака, японского офицера, Джона Буля и Дяди Сэма, 1904 год.
- Джон Буль, Дядя Сэм и Япония, из газеты «Гавайский вестник», Япония (собака) идёт за колбасой (Гавайи) в кармане дяди Сэма.
- Джон Буль уводит Марианну от Шваба (Германца), 1906 год.